# Love's Unkind
Love's Unkind è un singolo della cantautrice statunitense Donna Summer, estratto dall'album I Remember Yesterday, e pubblicato nel 1977 dall'etichetta Casablanca Records.

## Descrizione
Il brano è caratterizzato dalla combinazione di moderni ritmi disco con sonorità dei decenni precedenti. La canzone narra di relazioni sentimentali tra liceali e triangoli amorosi, ed è diventata la prima hit di successo della cantante nel Regno Unito, raggiungendo la terza posizione in classifica.

## Tracce
Singolo Regno Unito
Testi e musiche di Donna Summer, Giorgio Moroder, Pete Bellotte.
1. Love's Unkind – 4:29
2. Autumn Changes – 5:28

Singolo Germania Ovest/Paesi Bassi
Testi e musiche di Donna Summer, Giorgio Moroder, Pete Bellotte.
1. Love's Unkind – 4:29
2. Black Lady – 3:47

## Classifiche
| Classifica (1977-78) | Posizione massima |
| -------------------- | ----------------- |
| Austria              | 18                |
| Belgio (Fiandre)     | 25                |
| Germania Ovest       | 18                |
| Irlanda              | 2                 |
| Paesi Bassi          | 28                |
| Regno Unito          | 3                 |
| Stati Uniti          | 41                |

## Cover
La cantautrice britannica Toyah Willcox registrò una versione della canzone per il suo album del 1987 Desire, mentre l'attrice britannica Sophie Lawrence nel 1991 raggiunse la 21ª posizione della classifica dei singoli britannica con la sua versione della canzone.